# Ambient 3: Day of Radiance
Ambient 3: Day of Radiance è un album discografico del musicista statunitense Laraaji (nome d'arte di Edward Larry Gordon) prodotto da Brian Eno e pubblicato nel 1980.

## Il disco
Si tratta del terzo capitolo della serie Ambient di Eno, quest'ultima cominciata con Ambient 1: Music for Airports (1978), nonché l'unico dei quattro capitoli della serie a non essere composto dal musicista britannico Eno: la musica dell'album venne infatti composta ed eseguita da Laaraji e riarrangiata in studio da Brian Eno.
Le prime tre tracce dell'album, tutte intitolate Dance, sono caratterizzate dalla prevalenza dei pattern ritmici del dulcimer e dello zither suonati da Laaraji, mentre le ultime due, intitolate entrambe Meditation, presentano un più forte trattamento sonoro in studio e risentono l'influenza della musica ambientale.

## Tracce
Tutte le tracce sono state composte da Laraaji e riarrangiate in studio da Brian Eno.
1. Dance #1 – 9:06
2. Dance #2 – 9:39
3. Dance #3 – 3:15
4. Meditation #4 – 18:42
5. Meditation #5 – 7:50

## Formazione
- Laaraji - dulcimer e zither
- Brian Eno - effetti sonori in studio (phasing, echi, delay e decays)